# Bodilus punctipennis
Bodilus punctipennis är en skalbaggsart som beskrevs av Wilhelm Ferdinand Erichson 1848. Bodilus punctipennis ingår i släktet Bodilus och familjen Aphodiidae. Inga underarter finns listade.